# Пролетарский (Крымский район)
Пролетарский — хутор в Крымском районе Краснодарского края России. Входит в состав Адагумского сельского поселения.

## География
Расположен в юго-западной части региона, в пределах Прикубанской наклонной равнины, на притоке реки Непиль (бассейн Кубани). Фактически примыкает к хутору Непиль.
На 2018 год на хуторе числится 1 улица Дальняя. Также приписана территория «Кубанский сад-2».
Высота центра селения над уровнем моря — 7 м

## Население
| 1999 | 2002 | 2010 |
| ---- | ---- | ---- |
| 22   | ↘11  | →11  |

## Инфраструктура
Личное подсобное хозяйство.

## Транспорт
Просёлочная дорога с выездом на улицу Кубанская хутора Непиль.